# Aithon (Adler)

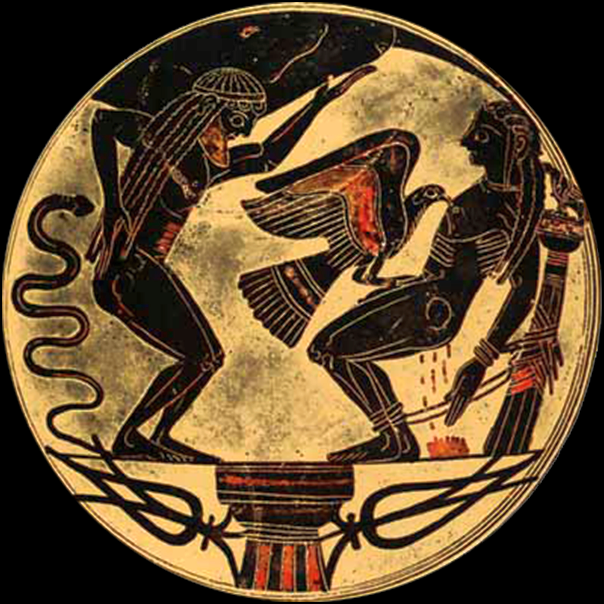
Der gefesselte Prometheus mit dem Adler; links sein Bruder Atlas (Trinkschale aus Cerveteri, um 560/550 v. Chr., Vatikanische Museen, Rom)

Aithon (altgriechisch Αἴϑων Aíthōn, deutsch ‚der Glänzende, der Funkelnde, der Brennende‘, latinisiert Aethon und nachantik auch Ethon) ist der nur lateinisch überlieferte Name eines Adlers in der griechischen Mythologie.
Der Adler galt in der Mythologie als göttlicher und himmlischer Vogel. Er war dem Göttervater Zeus heilig und ist in der Kunst dessen Attribut. Der Sage zufolge verweigerte Zeus den Sterblichen den Besitz des Feuers. Darauf entwendete der Titan Prometheus den Göttern das Feuer und brachte es den Menschen. Deswegen wurde er auf Befehl des Göttervaters gefesselt und in der Einöde des Kaukasusgebirges festgeschmiedet. Dort suchte ihn regelmäßig der Adler auf und fraß von seiner Leber, die sich danach stets erneuerte. Erst nach langer Zeit erlöste der Held Herakles den Titanen von dieser Qual, indem er den Adler mit einem Pfeil erlegte. In der bildenden Kunst der Antike und der Neuzeit wurde die Folterung des Prometheus durch den Adler häufig dargestellt.
Die einzige Quelle, die den Namen des Adlers überliefert, ist das mythographische Handbuch Genealogiae des Hyginus Mythographus, das auch unter dem Titel Fabulae bekannt ist. In seinem astronomisch-mythographischen Handbuch De astronomia berichtet Hyginus von einer Fassung der Sage, nach der die Eltern des Adlers die Monster Typhon und Echidna waren. Nach einer anderen von Hyginus mitgeteilten Version des Mythos hatte der Gott Hephaistos (bei den Römern Vulcanus) den Körper des Adlers geschaffen und Jupiter (Zeus) hatte ihn beseelt.
In Homers Ilias wird aithon lediglich als Adjektiv für einen Adler benutzt, der sich während des Trojanischen Krieges auf einen Schwarm anderer Vögel stürzt.